# Mainland (Isole Shetland)
Mainland è la principale isola delle Shetland, l'arcipelago a nord della Scozia. L'isola comprende l'unico burgh delle Shetland, Lerwick, ed è il centro dei trasporti via traghetto e via aerea.

## Descrizione
Ha un'area di 970 km², il che ne fa la prima isola dell'arcipelago per estensione, la terza isola della Scozia e la quinta isola maggiore dell'arcipelago britannico dopo la Gran Bretagna, l'Irlanda, Lewis e Harris e Skye. Ha una superficie collinare (l'altitudine massima si raggiunge con la collina di Ronas Hill, 450 m) e il clima è fresco e umido.
L'economia si fonda sull'agricoltura (orzo, avena e ortaggi), l'allevamento (cavalli, bovini e ovini), la pesca e la lavorazione della lana. Mainland si può dividere in quattro grandi sezioni:
- la lunga penisola meridionale, a sud di Lerwick, contiene un misto di brughiera e terra coltivabile, e contiene molti importanti siti archeologici
  - Bigton
  - Sandwick[1]
  - Scalloway
  - Sumburgh
- Central Mainland ha più terreni fertili e aree boschive
- West Mainland
  - Aith
  - Walls
- North Mainland – in particolare, la grande penisola Northmavine, connessa a Mainland da uno stretto istmo presso Mavis Grind - è una terra selvaggia, con molte brughiere e scogliere sulla costa. North Mainland contiene Sullom Voe, il cui porto petrolifero costituisce una importante fonte di impiego per gli abitanti.
  - Brae
  - North Roe
  - Vidlin

L'isola è la seconda più popolosa della Scozia, e nel 2011 contava 18 765 residenti comparati ai 17 550 del 2001.